# Liste uruguayischer Lokomotiven und Triebwagen
Diese Liste bietet einen Überblick über Lokomotiven und Triebwagen uruguayischer Eisenbahnunternehmen. Im Jahr 2022 waren 2 Streckenlokomotiven, 3 Rangierlokomotiven und 7 Dieseltriebwagen betriebsbereit (zuzüglich zwei Lokomotiven von Eisenbahnbauunternehmen und betriebsbereite, historische Lokomotiven).

## Historische Lokomotiven und Triebwagen
Folgende historische Lokomotiven sind im Teil „Verkehrsmittel“ der uruguayischen Denkmalliste enthalten:
| Lok      | Typ        | Hersteller                | Baujahr  | Bahngesellschaft                 | Bild      |
| -------- | ---------- | ------------------------- | -------- | -------------------------------- | --------- |
| N° 3     | Dampflok   | Manning Wardle            | 1890     | Central Uruguay Railway          | –         |
| N° 5     | Diesellok  | CAF                       | 1941     |                                  | –         |
| N° 11    | Dampflok   | in Uruguay (Salto Works)  | 1895     | North Western of Uruguay Railway | „Criollo“ |
| B15, B17 | Dampflok   | Hudswell Clarke           | 1906     | Central Uruguay Railway          | –         |
| N° 33    | Dampflok   | Orenstein & Koppel        | 1912     | Hafenbahn in Montevideo          |           |
| N° 42a   | Dampflok   | Manning Wardle            | 1887     | Central Uruguay Railway          | –         |
| N° 88    | Dampflok   | Beyer-Peacock             | 1906     | Central Uruguay Railway          |           |
| N° 102   | Triebwagen | k. A.                     | 1921     |                                  | –         |
| N° 103   | Triebwagen | k. A.                     | ca. 1930 |                                  | –         |
| N° 119   | Dampflok   | Beyer-Peacock             | 1906     | Central Uruguay Railway          |           |
| N° 120   | Dampflok   | Beyer-Peacock             | 1906     | Central Uruguay Railway          |           |
| N° 121   | Triebwagen | Brill                     | 1934–    |                                  | –         |
| N° 2669  | Dampflok   | Linke-Hofmann Lauchhammer | 1925     | Hafenbahn in Montevideo          | –         |

Nicht in der Denkmalliste sind folgende historische Fahrzeuge genannt:
- Lokomotive N° 158 – Die ölgefeuerte Lokomotive steht seit 2016 auf dem Gelände des Estadio Campeón del Siglo. Sie wurde 1950 von Henschel & Sohn hergestellt.[4]
- Triebwagen N° 104 – Der Triebwagen des Typs Brill 55 (Baujahr 1930) wird derzeit (2023) durch den Verein Círculo de Estudios Ferriviarios del Uruguay (CEFU) betriebsfähig restauriert.[5]

## Diesellokomotiven
| Nummernbereich          | Hersteller   | Bezeichnung | Baujahr (Importjahr) | Eigentümer                          | Anzahl | Bild   |
| ----------------------- | ------------ | ----------- | -------------------- | ----------------------------------- | ------ | ------ |
| 200                     | GE           | 44-ton      | 1951–                | AFE/SeLF                            | 10     | –      |
| 400                     | –            | –           | 1954                 | AFE/SeLF                            | 4      | –      |
| 740                     | ČKD          | T 448       | k. A. (2015)         | CFU                                 | 1      | [ 6 ]  |
| 800                     | Alsthom      | BB56        | 1962–                | AFE/SeLF                            | 10     |        |
| 1203                    | NRE          | 3GS24C-DE   | 2013 (2021)          | CCFC                                | 1      | [ 7 ]  |
| 1500                    | ALCo / GE    | 244G        | 1951–                | AFE/SeLF                            | 47     | –      |
| 2000                    | GE           | C18 7i      | 1992–                | AFE/SeLF                            | 10     |        |
| Portren01 ... Portren07 | Stadler Rail | Euro 4001   | 2022–2023            | Portren                             | 7      | [ 8 ]  |
| (ex-ANP N°5)            | CAF          |             | 1972                 | Asociación Uruguaya Amigos del Riel | 1      | [ 9 ]  |
|                         | Wabtec       | C23-EMP     | 2025                 | Grupo RAS                           | 3      | [ 10 ] |

## Dieseltriebwagen
| Nummernbereich                                                  | Hersteller            | Bezeichnung | Baujahr (Importjahr) | Eigentümer | Anzahl | Bild |
| --------------------------------------------------------------- | --------------------- | ----------- | -------------------- | ---------- | ------ | ---- |
| 150                                                             | –                     | VT 795      | k. A. (1980– )       | AFE        | 16     | –    |
| 300                                                             | Simmering-Graz-Pauker |             | 1952 (1952–1953)     | AFE        | 7      |      |
| 900                                                             | Ganz                  |             | 1977–                | AFE        | 16     |      |
| 1273, 1278–1280, 1284, 1290, 1295, 1310, 1317, 1326, 1333, 1354 | FIAT/Kalmar           | Y1          | 1975– (2013– )       | AFE        | 12     |      |